# Urosaurus auriculatus
Espèce
Synonymes
- Uta auriculata Cope, 1871

Statut de conservation UICN

 EN B1ab(ii) : En danger
Urosaurus auriculatus est une espèce de sauriens de la famille des Phrynosomatidae.

## Répartition
Cette espèce est endémique de l'île Socorro dans l'État de Colima au Mexique.

## Publication originale
- Cope, 1871 : Description of the Common Lizard op Socorro. Proceedings of the Boston Society of Natural History, vol. 14, p. 303 (texte intégral).